# 王蕃
王 蕃（おう はん、228年 - 266年）は、中国三国時代の呉の天文学者・数学者・政治家。字は永元。揚州廬江郡の人。弟は王著・王延。『三国志』呉志 に伝がある。

## 生涯
博学で天文・数学に通じていた。
尚書令に任じられた後で官を退いたが、孫休が即位すると再び官に就き、薛瑩・虞汜・賀邵と共に散騎中常侍の官に任じられ、駙馬都尉を加えられた。この人事は世間に評価された。蜀漢に使者として赴いたときは、蜀の人々にも高く評価された。帰還後に夏口督となった。
孫晧が即位すると、中央に戻され常侍となった。同じ常侍の万彧や中書丞の陳声は孫晧のお気に入りで、ひたすら諂い出世した人物であったため、有能で名声もある王蕃から軽んじられているのではないかと疑心暗鬼となり、陳声にいたっては讒言までした。王蕃は誇り高い性格であったため、孫晧の前でも正論を吐き、孫晧の意に逆らったことも何度かあった。このため孫晧から憎まれるようになった。
甘露2年（266年）、晋に使者として赴いていた丁忠が戻って来た時、行われた宴会の席で王蕃が酔いつぶれて突っ伏していると、酔った振りをしているのだと思った孫晧から、孫晧の息のかかった者達を伴い、穏やかに宴会場の外へ連れ出された。酔いが覚めないうちに王蕃は宴会に戻ったが、威厳が備わっていて立ち居振る舞いが自然だった。このため自分の予想が正しいと思い込んだ孫晧は怒り、命令して正殿の前で王蕃を斬らせ、死体を山野に投げ捨てさせた。
滕牧や留平は王蕃のために弁護したが聞き入れられなかった。また、陸凱は王蕃の死を惜しみ上疏した。その文章が正史に収録されている。
王蕃の家族は広州に強制移住させられた。弟の王著と王延は才能ある人物だったが、天紀3年（279年）の郭馬の乱で郭馬からの味方要請を断ったため、殺害されている。
小説『三国志演義』では、孫晧の所業を諌めて怒りを買い、処刑された人物の一人として名が挙がるのみである。

## 評価
薛瑩は王蕃を「器量が大きく様々な物事に通じた人物」として、楼玄・賀邵・韋昭と並ぶ人物であると評価した。また胡沖は、韋昭を除いた三名の人物について楼玄を最も高く評価し、賀邵がその次であるとしつつも、三者とも甲乙付け難いと評している。陳寿は、薛瑩や胡沖の評価を踏まえつつも「乱れた政治の時代に高官にあったのだから、非業の死を遂げたことも仕方のないことである」と評している。